# Miran Tepeš
Miran Tepeš (Lubiana, 25 aprile 1961) è un dirigente sportivo ed ex saltatore con gli sci sloveno.
Per gran parte della carriera, prima della dissoluzione della Jugoslavia (1991), ha gareggiato per la nazionale jugoslava.
È padre di Jurij e Anja, a loro volta saltatori con gli sci di livello internazionale.

## Biografia

### Carriera sciistica
Debuttò in campo internazionale in occasione della tappa del Torneo dei quattro trampolini di Oberstdorf del 30 dicembre 1978 (45°). In Coppa del Mondo esordì il 30 dicembre 1979 a Oberstdorf (59°) e ottenne il primo podio il 23 febbraio 1985 a Harrachov (2°).
In carriera prese parte a tre edizioni dei Giochi olimpici invernali, Lake Placid 1980 (44° nel trampolino normale, 40° nel trampolino lungo), Sarajevo 1984 (27° nel trampolino normale, 45° nel trampolino lungo) e Calgary 1988 (4° nel trampolino normale, 10° nel trampolino lungo, 2° nella gara a squadre), a cinque dei Campionati mondiali (5° nella gara a squadre a Sarajevo/Rovaniemi/Engelberg 1984 il miglior piazzamento) e a due dei Mondiali di volo (6° a Planica 1985 il miglior piazzamento).

### Carriera dirigenziale
Dopo il ritiro completò gli studi universitari in geografia e in seguito ricoprì l'incarico di assistente direttore di gara per conto della Federazione Internazionale Sci, sempre nel salto con gli sci.

## Palmarès

### Olimpiadi
- 1 medaglia:
  - 1 argento (gara a squadre a Calgary 1988)

### Coppa del Mondo
- Miglior piazzamento in classifica generale: 4º nel 1987
- 9 podi (tutti individuali):
  - 7 secondi posti
  - 2 terzi posti